# Перро-Прадье, Жан
Жан Франсуа Пьер Перро-Прадье (фр. Jean François Pierre Perreau-Pradier; 31 июля 1911, Ош, Франция — 1981) — французский государственный деятель, префект Реюньона (1956—1963).

## Биография
Родился в семье депутата Третьей Республики и министра финансов Франции (1932) Пьера Перро-Прадье.
Начал свою карьеру в 1931 г. в должности чиновника в Сенате Франции.
- 1949—1951 гг. — префект департамента Дром,
- 1951—1954 гг. — префект департамента Вандея,
- 1956—1963 гг. — префект Реюньона, был направлен в связи с избранием в депутаты двух представителей коммунистической партии для предотвращения усиления позиций коммунистов. Для этого осуществил реформу избирательной системы с введением пропорциональной системы выборов. После принятия правительственного декрета об усилении полномочий префектов выслал из Реюньона ряд высокопоставленных представителей коммунистической партии. В результате скандала с фальсификацией выборов в ряде округов в 1963 г. был отправлен в отставку.
- 1964—1969 гг. — префект департамента Эна.

Возглавлял отделения партии «Союз демократов в поддержку республики» в Вервене (1973) и в Пикардии (1975).
Выдвинув свою кандидатуру в Национальное Собрание Франции в июне 1981 года во втором округе Реюньона, он получил лишь 2,11% голосов.
Кавалер ордена Почетного легиона.